# Bargabot
Bargabot è un'opera di Henri Bosco che prosegue le avventure di Pascalet, ormai tredicenne, in vacanza con i suoi genitori al Mas du Gage.

## Trama
Pascalet si sente smarrito, annoiato e solo a causa della perdita di alcune persone a lui care: Tante Martine e l'amico Gatzo. Per colmare questa mancanza, il giovane occupa il suo tempo inventando storie e immaginando di far rivivere le ombre del passato. Mimandoli e mettendoli in scena, come fossero reali, attira l'attenzione della domestica Cyprienne, che lo spia e riferisce tutto ai genitori. Pensando alle ombre degli amici defunti o scomparsi, Pascalet inizia a compiere un vero e proprio cerimoniale notturno, che consiste nel far trovare a ciascuna "presenza" un bicchiere di latte e miele come offerta. Una mattina, stupefatto, ritrova i bicchieri vuoti e si domanda razionalmente cosa sia successo e se le presenze avessero avuto sete quella notte; decide così di riprovare la sera
stessa ed ha lo stesso risultato della precedente. Incuriosito, vuole capire chi beve il latte e pensa a Cyprienne, ma si ricrede poiché ritiene non sia capace di tanta astuzia. Riflettendo, arriva a credere
con terrore che siano veramente le “presenze” ad aver bevuto il latte. Per questo motivo si nasconde in prossimità di un albero e scopre che il latte viene bevuto da un grande serpente notturno. Durante una vacanza, passata insieme ai cugini a Cavalaire, Pascalet racconta della scomparsa dell'amico bracconiere e un po' bohémien Bargabot. Viene allora a sapere da Béranger, un vecchio del luogo sempre in compagnia del suo cane Risque-tout, che Bargabot è stato ferito dai Caraques e che si è rifugiato nella sua capanna lungo il fiume. Il vecchio chiede aiuto a Pascalet per portare aiuto a Bargabot ferito. Insieme entrano nella capanna e accompagnano Bargabot a una barca che lo porterà in salvo.

## Temi
- Presenze trascendentali
- Serpente: Connotato tradizionalmente come simbolo negativo, è in origine il dio primevo all'inizio di ogni cosmogonia, ossia Uroboro, il grande serpente che si morde la coda. Esso, con il suo incessante movimento, rappresenta la continuità e la perpetuazione della morte in vita. A questo proposito, in Grecia era consuetudine spargere libagioni di latte sulle tombe per le anime dei defunti reincarnate in serpenti, proprio come nel romanzo. Inoltre questo animale è quello che, in senso cosmico, equilibra le forze naturali e lo spirito, incarnando l'eterno conflitto tra Apollo, dio dell'ordine, e Dioniso, dio dell'ebbrezza: Apollo ottiene il suo potere uccidendo un serpente (Pitone, da cui libera Delfi) e lo conferma tramite lo stesso animale (Cassandra ed Eleno sono purificati da serpenti; Iamos, figlio di Apollo e una mortale, è nutrito con il miele da serpenti e diventerà un grande sacerdote).
- Sogno, visioni, allucinazioni, immaginazione
- Infanzia, adolescenza
- Casa: Gilbert Durand ("Le strutture antropologiche dell'immaginario") sottolinea l'isomorfismo tra la casa e il ventre materno, notando come nelle lingue indoeuropee il sostantivo sia, nella maggior parte dei casi, di genere femminile. In essa ci si sente sicuri e protetti, è il luogo della famiglia e degli affetti e come tale rappresenta la parte più intima di noi. Nella parte finale del romanzo, infatti, Bargabot viene portato in salvo su una barca, che, intesa come dimora sull'acqua, fornisce tutta la sua sicurezza e tranquillità. Tuttavia, in qualche caso, nella casa non è totalmente assente un aspetto di inquietudine: la sua simbologia si può d'altronde collegare con quella della caverna e del labirinto. In quest'opera talvolta la casa sembra avere questa seconda connotazione, in quanto dapprima Pascalet compie in essa un rito notturno e poi viene spiato da Cyprienne (dunque il contatto più profondo col proprio io non è lasciato proseguire senza interferenze).
- Fiume
- Uso dell'io narrante